# Nenas
Nenas is een bestuurslaag in het regentschap Timor Tengah Selatan van de provincie Oost-Nusa Tenggara, Indonesië. Nenas telt 1862 inwoners (volkstelling 2010).